# Gumpersdorf (Zeilarn)
Gumpersdorf ist ein Ortsteil der Gemeinde Zeilarn im niederbayerischen Landkreis Rottal-Inn. Bis 1971 bildete es eine eigenständige Gemeinde.

## Lage
Gumpersdorf liegt am Türkenbach drei Kilometer südöstlich von Zeilarn im Isar-Inn-Hügelland an der Bundesstraße 20.

## Geschichte
Urkundlich wird Gumpersdorf erstmals zwischen 1140 und 1202 in den Büchern des Klosters Steingaden erwähnt. Der Name wird abgeleitet vom Geschlecht eines Gumpoldus, das im 12. und 13. Jahrhundert hier gelebt hat.
1808/1810 wurde der Steuerdistrikt Gumpersdorf geschaffen, aus dem die Landgemeinde Gumpersdorf hervorging. Diese wurde mit Verordnung vom 24. September 1840 aus dem Landgericht Eggenfelden gelöst und dem Landgericht Simbach zugeordnet.
Im Zuge der Gebietsreform schlossen sich am 1. April 1971 die bis dahin selbstständigen Gemeinden Gumpersdorf, Obertürken und Schildthurn freiwillig zusammen und nannten sich nach dem Pfarrsitz Gemeinde Zeilarn. Als Verwaltungssitz wurde Gumpersdorf erwählt.

## Sehenswürdigkeiten
- Kirche St. Rupert. Die Nebenkirche der Pfarrei Zeilarn ist ein einfacher, außen unverputzter Backsteinbau aus dem letzten Drittel des 15. Jahrhunderts mit niedrigem, wohl älterem Turm mit Satteldach. Die Bauformen des Langhauses, darunter das Parallelrippengewölbe, weisen auf den "Meister von Taubenbach". Die Einrichtung ist barock. Das Hochaltargemälde zeigt den Kirchenpatron, das Gemälde im Aufzug stellt die Altöttinger Muttergottes dar. Zu beiden Seiten des Hochaltars stehen Statuen der Bischöfe Wolfgang und Nikolaus. Auf den Seitenaltären befinden sich gotische Schnitzwerke: links eine Pietà, rechts die heilige Anna Selbdritt.
- Rupertistraße 31 Einfirsthaus Mitterstallbau mit Blockbau-Obergeschoss und flach geneigtem Satteldach, Anfang 19. Jahrhundert

## Sportanlagen
- Drei Tennisplätze mit Flutlicht
- Stockschützenhalle mit 40 Meter Länge
- 1 Trainingsplatz mit Flutlicht
- 1 Hauptplatz
- Sportheim mit Gaststätte

## Vereine
- Freiwillige Feuerwehr Gumpersdorf e. V.[2]
- Förderverein Umgehungsstraße Gumpersdorf e. V.[3]
- Sportverein Gumpersdorf 1969 e. V.[4]
- Tennissparte Gumpersdorf-Zeilarn
- Workshop Orange e. V.[5]